# Кокомаро ди Кона
Кокомаро ди Кона (итал. Coccomaro DI Cona) јесте насеље у Италији у округу Ферара, региону Емилија-Ромања.
Према процени из 2011. у насељу је живело 436 становника. Насеље се налази на надморској висини од 4 м.